# Manuel González Gil (director de teatro)
Manuel González Gil (Buenos Aires, 15 de julio de 1952) es un dramaturgo, productor, adaptador y director de teatro argentino. Se especializó en Arte Escénico y Música, formándose en el Conservatorio Nacional de Arte Dramático y el Conservatorio Beethoven. Además, recibió instrucción de los reconocidos directores Ariel Bufano, Roberto Durán y Roberto Vega.

## Trayectoria profesional
Inició su carrera (1981-1984) como asistente de dirección de José María Paolantonio, colaborando en diversas producciones teatrales como "Doña Flor y sus dos maridos", "El gran deschave", "De víctimas y victimarios", "El juguete rabioso" y "Cuentos y novelas".  Su meritorio de dirección lo realiza con la obra “Silverio Leguizamón” en la Sala Martín Coronado del Teatro Municipal General San Martín, dirigida por Paolantonio.
Como creador y director, González Gil fundó el Grupo teatral Catarsis, con el cual estrenó varias producciones, entre ellas “Ceremonias por un negro asesinado” de Fernando Arrabal en el Teatro Payró, “Los inmigrantes” de José Pedroni en la Sala Planeta, “Lucifer” (de su autoría) en el Teatro Plaza y el musical “El Loco de Asís”, también de su autoría, en los Teatros de San Telmo. Esta última obra fue galardonada con el Premio Secretaría de Cultura (1986), el Premio Estrella de Mar (1985 y 1986) y el Premio Santa Clara de Asís (1986).
Durante más de una década, el Grupo teatral Catarsis llevó a escena más de quince comedias musicales dirigidas a niños y jóvenes, como “Todo de a dos”, “Locas historias”, “Garabarito”, “Desarmable”, “Robinson Crusoe, el mar” y “A ver qué veo”. Estas obras fueron presentadas en Latinoamérica y España. En 1991, tras una gira por España, el grupo decidió culminar su trayectoria. En 2003, todas estas obras fueron recopiladas y publicadas por Ediciones del Eclipse.
En su faceta docente, González Gil ha trabajado como asesor de múltiples instituciones educativas y ha dirigido diversas escuelas de teatro. Entre 1985 y 2007, fue director de la Universidad Popular de Belgrano (cinco años), La Casona del Teatro (seis años) y su propia escuela de teatro en la ciudad de Córdoba.
De regreso a Buenos Aires, cofundó la agrupación Errare Humanum Est, junto a figuras como Miguel Ángel Solá, Hugo Arana, Juan Leyrado, Darío Grandinetti y Jorge Marrale, desempeñándose como director y autor durante seis años. En 1997, junto con Miguel Ángel Solá y el productor y escritor Daniel Botti, creó la sociedad de producción artística Los Frodos.
En 1998, la empresa Artear lo contrató como director teatral para sus producciones, entre ellas “El diario de Adán y Eva”, “Entre Borges y Piazzolla”, “Porteños”, “Misery” y “Orquesta de Señoritas”.
En el año 2000, estableció su propia productora teatral, M.G.G. Producciones S.R.L., con la que asumió la dirección artística del Teatro Santa Fe de Mar del Plata, llevando a cabo numerosas producciones teatrales en Argentina. A partir de 2002, comenzó a dirigir obras en simultáneo en Argentina, México y España, presentando títulos como “El diario de Adán y Eva” en el Teatro Bellas Artes y el Teatro Reina Victoria de Madrid, “Made in Argentina” en el Teatro Muñoz Seca de Madrid y el Teatro Novedades de Barcelona, “No seré feliz pero tengo marido” en Madrid, Barcelona y México, “El show de las divorciadas” en Madrid, “Gatas” en el Teatro Fernán Gómez de Madrid, “Una relación pornográfica” en el Teatro Apolo de Barcelona y “Por el placer de volver a verla” en el Teatro Amaya de Madrid. En México, dirigió “Filomena Marturano”, “Made in México”, “Variaciones enigmáticas” y “Extraños en un tren" en el Teatro de los Insurgentes.

## Obras de su autoría estrenadas
PARA ADULTOS
- Los inmigrantes (Teatro Planeta, Buenos Aires) (1979).
- Yo..? Teresa de Jesús (Museo Larreta, Buenos Aires) (1983).
- El Loco de Asís (Museo Fernández Blanco, Buenos Aires) (1984).
- Lucifer (Teatro Plaza, Buenos Aires) (1987).
- En nombre de Dios (Fortín Mercedes) (1988).
- Sociedad de Hermanos (Auditórium Manuel Belgrano, Buenos Aires) (1989).
- Descalzos (Auditorio Luz y Fuerza, Córdoba) (1992).
- Camila (Auditórium Olivos) (1993).
- Juana Azurduy (Teatro Nacional Cervantes, Buenos Aires) (1994).
- Los mosqueteros... del rey (Paseo La Plaza, Buenos Aires) (1994).
- Gotán[2] (Versión Libre) (Teatro Auditórium, Buenos Aires) (1995).
- Hoy: El diario de Adán y Eva (Paseo La Plaza, Buenos Aires) (1996).
- Entre Borges y Piazzolla (Guion) (Teatro Auditórium, Buenos Aires) (1997).
- Dos Damas Indignas (Versión libre) (Teatro Hermitage, Buenos Aires) (1998).
- Inodoro Pereyra (Versión libre) (Paseo La Plaza, Buenos Aires) (1998).
- Porteños (Paseo La Plaza, Buenos Aires) (1999).
- Misery (Adaptación) (Teatro Metropolitan, Buenos Aires) (1999).
- Marzenka (Centro Cultural Borges) (1999).
- Corazón sin fronteras (Auditorio Manuel Belgrano, Buenos Aires) (2000)
- Los galanes peinan canas (Teatro Corrientes, Mar del Plata) (2000).
- Orquesta de señoritas (Adaptación) (Paseo La Plaza) (2001).
- No seré feliz pero tengo marido (Adaptación) (Multiteatro, Buenos Aires) (2001).
- Romance del Romeo y la Julieta (Adaptación) (Teatro Roma de Avellaneda, Buenos Aires) (2001).
- Made in Lanús (Adaptación) (Teatro Apolo, Buenos Aires) (2002).
- Pequeños fantasmas (Multiteatro, Buenos Aires) (2002).
- Casi un ángel (Adaptación) (Teatro Corrientes, Mar del Plata) (2002).
- Porteñas (Paseo La Plaza, Buenos Aires) (2003).
- Morgados más Chediek (Teatro Maipo, Buenos Aires) (2003).
- Cordobeses (Córdoba) (2004).
- El show de las divorciadas (Teatro Muñoz Seca, Madrid) (2004).
- Montevideanas (Teatro El Galpón, Montevideo) (2005).
- Revista Nacional (Teatro Ópera, Buenos Aires) (2005).
- Filomena Marturano (Adaptación) (Teatro Corrientes, Mar del Plata) (2005).
- Las mosqueteras (Gira Nacional) (2006).
- Un día muy particular (Adaptación) (Teatro Lorange) (2007).
- Mujeres bonitas (Teatro Güemes) (2008).
- Máscaras (Adaptación) (Teatro Roma, Buenos Aires) (2008).
- Gatas (Teatro Fernán Gómez, Madrid) (2008).
- Por el placer de volver a verla (Adaptación) (Teatro Colón y Multiteatro) (2009).
- Patriotas (Teatro del Picadero, Buenos Aires) (2010).
- Amores de mi ciudad (Plazas de Buenos Aires) (2010).
- Sarmiento, un hombre de dos mundos (Plazas de Buenos Aires) (2011).
- Un amor de tango (Teatro Colón) (2011)
- Me duele una mujer (Teatro El Tinglado, Buenos Aires) (2013).
- Entre él y yo (Teatro Moliëre, Buenos Aires) (2013).
- En la laguna dorada (Adaptación) (Teatro Lido y Teatro Metropolitan, Buenos Aires) (2014)
- El otro lado de la cama (Versión) (Teatro Apolo, Buenos Aires) (2016).
- Mujeres perfectas (Teatro Apolo, Buenos Aires) (2017).
- Menopausia show (Teatro Piccadilly, Buenos Aires) (2017).
- Como el culo (Versión) (Teatro Tabarís, Buenos Aires) (2017).
- Chorros (Versión) (Multiteatro, Buenos Aires) (2018)
- Cuerpos perfectos (Versión) (Multiteatro, Buenos Aires) (2018).
- Cien metros cuadrados (Versión) (Multiteatro, Buenos Aires) (2019).
- La naranja mecánica (Versión) (Teatro Kairós, Buenos Aires) (2019).
- Si la cosa funciona (Versión) (Teatro Astros, Buenos Aires) (2020).
- Dos locas de remate (Versión) (Teatro Astral, Buenos Aires) (2021).
- Me duele una mujer (Reestreno) (Multiteatro, Buenos Aires) (2022).
- Tijeras salvajes (Versión) (Multiteatro, Teatro Tabarís, Buenos Aires) (2022).
- Los mosqueteros del rey (Teatro Astral, Buenos Aires) (2023).

OBRAS INFANTILES
- Chiquito y verde (Auditorio U. P. B) (1977).
- A ver que veo (Auditorio U. P. B) (1978).
- Desarmable (Auditorio U. P. B) (1980).
- Garabarito (Auditorio U. P. B) (1982).
- Robinson Crusoe, el mar (Museo Larreta, Buenos Aires) (1983).
- Todo de a dos (Teatro de la Cova, Buenos Aires) (1984).
- Los mosqueteros (Teatro Presidente Alvear, Buenos Aires) (1985).
- Locas historias (Teatro Presidente Alvear, Buenos Aires) (1986).
- El recreo (Teatro El Galpón, Montevideo) (1994).
- Un mundo de Cyranos (Teatro Nacional Cervantes, Buenos Aires) (1995).
- Canciones para mirar (Teatro Nacional, Buenos Aires) (2002).
- Payasos en peligro (Paseo La Plaza, Buenos Aires) (2007).
- Deshollinadores (Paseo La Plaza, Buenos Aires) (2008).

## Dirección de obras teatrales
- El loco de Asís (Teatro Nacional Cervantes, Buenos Aires - Gira Nacional, Latinoamericana y por España) - Protagonistas: Germán Palacios, Rodolfo González - Autor: Manuel González Gil.  Producción: Errare Humanum Est.
- Ciclo Teatral: Teatro Nuestro (Buenos Aires) - Protagonistas: María Rosa Gallo, Cipe Lincovsky, Alicia Zanca, Ulises Dumont, Pepe Soriano, Juan Carlos Gené, Lito Cruz - Autores: Tito Cossa, Carlos Gorostiza, Mauricio Kartun.  Producción: Cooperativa de Trabajo.
- Los mosqueteros (1992, Paseo La Plaza de Buenos Aires, Colón y Auditórium en Mar del Plata, Argentina) - Protagonistas: Miguel Ángel Solá, Darío Grandinetti, Juan Leyrado, Hugo Arana - Autor: Manuel González Gil.  Producción: Errare Humanum Est.
- Hoy: El diario de Adán y Eva (Versión) (1995, Paseo La Plaza y Teatro Maipo de Buenos Aires, Argentina; Madrid y Barcelona, España) - Protagonistas: Miguel Ángel Solá, Blanca Oteyza - Autor: Manuel González Gil, Miguel Ángel Solá, Blanca Oteyza.  Producción: Artear (Argentina), Loquibamdia SL (España).
- Gotán (1995, Teatro Avenida de Buenos Aires y Teatro Tronador de Mar del Plata, Argentina) - Protagonistas: Susana Rinaldi, Raúl Lavié, Juan Carlos Copes, María Nieves - Autor: Julio Tahier.  Producción: Lino Patalano, Willy Wullich.
- Porteños (1999, Paseo La Plaza de Buenos Aires y Corrientes de Mar del Plata, Argentina) - Protagonistas: Daniel Fanego, Horacio Fontova, Gabriel Goity, Gastón Pauls, Osvaldo Santoro - Autor: Manuel González Gil, Daniel Botti.  Producción: Artear.
- Misery (1999, Teatro Metropolitan de Buenos Aires, Argentina) - Protagonistas: Alicia Bruzzo, Rodolfo Bebán - Autor: Stephen King, Simon Moore.  Producción: Carreras-Bachi y Asociados.
- Entre Borges y Piazzolla (1999, Teatro Auditórium de Mar del Plata y Teatro Astral de Buenos Aires) - Protagonistas: Pepe Soriano, Hugo Arana, Juan Carlos Copes, Raúl Lavié - Autor: Manuel González Gil.  Producción: Artear.
- No seré feliz pero tengo marido (2000, Teatro Corrientes de Mar del Plata y Teatro Lorange de Buenos Aires) - Protagonista: Linda Peretz.  Autor: Manuel González Gil.  Producción: Carlos Rottemberg.
- Porteñas (2003, Teatro Paseo La Plaza) - Protagonistas: Betiana Blum, Susú Pecoraro, Carolina Peleritti, Virginia Lago, María Valenzuela - Autor: Manuel González Gil, Daniel Botti.  Producción: Javier Faroni.
- El romance del Romeo y la Julieta (2003, Teatro Radio City de Mar del Plata, Argentina) - Protagonistas: Guillermo Fernández, Florencia Peña - Autor: Julio Tahier.  Producción: Alfil (Buenos Aires) - Grinbank (Mar del Plata)
- Made in Lanús (2003, Paseo La Plaza de Buenos Aires, Argentina) - Protagonistas: Hugo Arana, Víctor Laplace, Ana María Picchio, Soledad Silveyra - Autor: Nelly Fernández Tiscornia.  Producción: Javier Faroni, Carlos Rottemberg.
- El show de las divorciadas (2004, Buenos Aires - Colombia - Miami) - Protagonistas: Ana Acosta, Catherine Fulop, Anita Martínez, Cecilia Milone, Julia Zenko - Autor: Manuel González Gil, Alberto Alejandro.  Producción: Javier Faroni, Carlos Rottemberg.
- Filomena Marturano (2005, Teatro Corrientes de Mar del Plata y Multiteatro de Buenos Aires, Argentina) - Protagonistas: Betiana Blum, Hugo Arana, Iris Láinez y elenco - Autor: Eduardo de Filippo.  Producción: Javier Faroni.
- Revista Nacional (2005, Teatro Ópera de Buenos Aires, Argentina) - Protagonistas: Miguel Ángel Rodríguez, Florencia Peña, Víctor Laplace - Autor: Manuel González Gil.  Idea y Producción: Adrián Suar (CIE y Artear).
- Mujeres bonitas (2007, Teatro Güemes, Mar del Plata) - Protagonistas: Laura Oliva, Cecilia Milone, Natalia Lobo, Patricia Palmer - Autor: Manuel González Gil, Alberto Alejandro.  Producción: Javier Faroni.
- Un día muy particular (2007, Teatro Lorange, Buenos Aires) - Protagonistas: Ana María Picchio, Daniel Fanego - Autor: Héctor Scola.  Producción: Javier Faroni.
- Payasos en peligro (2007, Paseo La Plaza, Sala Pablo Picasso, Buenos Aires) - Protagonistas: Rodolfo González, Juan Pablo Galimberti, Sofía González Gil y elenco - Autor: Manuel González Gil.  Producción: Fundación Mapfre.
- Deshollinadores (2008, Paseo La Plaza, Sala Pablo Neruda, Buenos Aires) - Protagonistas: Rodolfo González, Juan Pablo Galimberti, Sofía González Gil y elenco - Autor: Manuel González Gil.  Producción: Fundación Mapfre.
- Juana Azurduy (2008, Plazas de Buenos Aires, Argentina) - Protagonistas: Ana María Cores, Pepe Monje y elenco - Autor: Manuel González Gil, Marisé Monteiro.  Producción: Secretaría de Cultura de la Ciudad de Buenos Aires.
- Gatas (2008, Teatro Fernán Gómez, Madrid, España) - Protagonistas: Blanca Oteyza, María Pujalte, Cuca Escribano, Miriam Montilla, Paloma Gómez - Autor: Manuel González Gil, Daniel Botti.  Producción: Loquibandia SL y El Catalejo SL.
- Máscaras (2008, Teatro Roma de Avellaneda, Argentina) - Protagonistas: María Valenzuela y elenco - Autor: Lucía Arslanián.  Producción: MGG Producciones.
- Por el placer de volver a verla (2009, Teatro Amaya, Madrid, España) - Protagonistas: Miguel Ángel Solá, Blanca Oteyza - Autor: Michel Tremblay.  Producción: Concha Busto y Loquibandia SL.
- Fiesta del mar 2009: Amar del Plata (2009, Teatro Escenario de Las Toscas, Mar del Plata) - Protagonistas: Actores, bailarines y cantantes de Mar del Plata - Autor: Manuel González Gil.  Producción: Faroni Producciones.
- Por el placer de volver a verla (2009, Teatro Colón de Mar del Plata y Multiteatro de Buenos Aires, Argentina) - Protagonistas: Manuel Callau, Virginia Lago - Autor: Michel Tremblay.  Producción: Javier Faroni.
- Una relación pornográfica (2010, Teatro Capitol, Barcelona) - Protagonistas: Pastora Vega, Juan Ribó - Autor: Phillipe Blasband.  Producción: D&D Producciones.
- Los 39 escalones (2010, Teatro Piccadilly, Buenos Aires) - Protagonistas: Fabián Gianola, Laura Oliva, Diego Ramos, Nicolás Scarpino - Autor: Patrick Barlow.  Producción: Faroni Producciones.
- Las chicas del calendario (2010, Teatro Metropolitan, Buenos Aires) - Protagonistas: Virginia Lago, María Valenzuela, Norma Pons, Rita Terranova, Dora Baret, María Rosa Fugazot, Linda Peretz, Norberto Díaz y elenco - Autor: Tim Firth.  Producción: Faroni Producciones.
- Patriotas (2010, Plazas de Buenos Aires) - Protagonistas: Alejandro Paker, Pancho Ibañez, Francisco Pesqueira y elenco - Autor: Manuel González Gil.  Producción: MGG Producciones.
- Amores de mi ciudad (2010, Plazas de Buenos Aires) - Protagonistas: Guillermo Fernández y Alicia Vignola - Autores: Manuel González Gil, Marisé Monteiro.  Producción: MGG Producciones.
- Fiesta del mar 2010: Orgullos (2010, Teatro Escenario de Las Toscas, Mar del Plata) - Protagonistas: Actores, bailarines y cantantes de Mar del Plata - Autor: Manuel González Gil.  Producción: Faroni Producciones.
- Un mundo de Cyranos (2010, Teatro Colón, Mar del Plata) - Protagonista: Manuel Callau - Autor: Manuel González Gil.  Producción: MGG Producciones.
- Filomena Marturano (2011, Teatro de los Insurgentes, México) - Protagonistas: Rebecca Jones, Juan Ferrara y elenco - Autor: Eduardo de Filippo.  Producción: Sergio Gabriel.
- Cuando Harry conoció a Sally (2011, Teatro Provincial de Mar del Plata y Multiteatro de Buenos Aires, Argentina) - Protagonistas: Raúl Taibo, Araceli González, Mario Pasik, Graciela Pal - Autora: Nora Ephron.  Producción: Faroni Producciones.
- Un amor de tango (2011, Teatro Colón, Mar del Plata) - Protagonistas: Guillermo Fernández, Alicia Vignola, Luis Longhi - Autor: Manuel González Gil.  Producción: MGG Producciones.
- Fiesta del mar 2011: Mitos y leyendas (2011, Teatro Escenario de Las Toscas, Mar del Plata) - Protagonistas: Virginia Lago y actores, bailarines y cantantes de Mar del Plata - Autor: Manuel González Gil.
- Sarmiento: Un hombre de dos mundos (N/D, Plazas de la Ciudad de Buenos Aires, Argentina) - Protagonistas: Alejandro Paker, Julia Zenko y elenco - Autor: N/D.  Producción: MGG Producciones.
- El diluvio que viene (2012, Teatro Güemes de Mar del Plata y Teatro Piccadilly de Buenos Aires) - Protagonistas: Juan Durand, Julia Calvo y elenco - Autor: N/D.  Producción: Javier Faroni.
- Filomena Marturano (2012, Centro Cultural Piedras Blancas, San Luis) - Protagonistas: Elenco Puntano. Autor: Eduardo De Filippo.  Producción: Javier Faroni.
- Extraños en un tren (2012, Teatro Güemes de Mar del Plata y Teatro Piccadilly de Buenos Aires) - Protagonistas: Gabriel Goity, Adriana Aizemberg, Pompeyo Audivert, Martina Guzmán, Ludovico Di Santo - Autor: Craig Wagner.
- La dama de negro (2012, Teatro Güemes de Mar del Plata y Teatro Piccadilly de Buenos Aires) - Protagonistas: Fabián Gianola, Nicolás Scarpino.  Autor: Stephen Mallatratt.  Producción: Javier Faroni.
- Los 39 escalones (2012, Teatro El Galpón, Uruguay) - Protagonistas: Elenco del Teatro El Galpón - Autor: Patrick Barlow.  Producción: Javier Faroni-El Galpón.
- El loco de Asís (2013, Teatro Margarita Xirgú - Gira nacional).  Protagonistas: Francisco Ruiz Barlett y elenco.  Autor: Manuel González Gil.  Producción: Javier Faroni.
- Extraños en un tren (2013, Teatro Telón de Asfalto, México) - Protagonistas: Salvador Pineda, Luis Roberto Guzmán. Autor: Craig Warner.  Producción: Sergio Gabriel.
- Made in México (2013, Teatro de los Insurgentes, México) - Protagonistas: Juan Ferrara, Rafael Inclán, Sofía Bonilla, Rocío Banquells. Autor: Nelly Fernández Tiscornia.  Producción: Sergio Gabriel.
- Me duele una mujer (2013, Teatro El Tinglado) - Protagonistas: Adrián Batista, Fernanda Caride, Luis Longhi. Autor: Jessica Fainsod.
- En el aire (2013, Teatro Güemes) - Protagonista: Facundo Arana. Autor: Manuel González Gil, Sebastián Irigo, Martín Bianchedi.  Producción: Javier Faroni.
- Entre él y yo (2013, Teatro Las Nubes de Buenos Aires) - Protagonista: Susan Ferrer.  Autor: Manuel González Gil.  Producción: Miguel Core.
- En la laguna dorada (2014, Teatro Neptuno y Teatro Metropolitan) - Protagonistas: Pepe Soriano, Charo López, Emilia Mazer. Autor: Ernest Thompson.
- Se nos fue María y mi vida es un caos (2014, Teatro Margarita Xirgú) - Protagonista: María Valenzuela. Autor: Jessica Fainsod.  Producción: La Gira.
- Un encuentro inesperado (2014, Teatro Complejo Manolo Fábregas, México) - Protagonistas: Lucía Méndez, Mauricio Herrera.  Autor: Alexis Arbuzsov.  Producción: Sergio Gabriel.
- Se quieren (2015, Teatro Lido, Mar del Plata) - Protagonistas: Florencia Peña, Gabriel Goity. Autor: Muriel Robin y Pierre Palmade.  Producción: Javier Faroni.
- Mamá por siempre (2015, Teatro SOGEM, México) - Protagonistas: Ofelia Medina, Manuel Ojeda. Autor: Michel Tremblay.  Producción: Sergio Gabriel.
- Gotán (2015, Teatro Maipo) - Protagonistas: Alejandro Paker, Alicia Vignola y elenco. Autor: Julio Tahier.  Producción: Lino Patalano.
- El diario de Adán y Eva (2015, Teatro Apolo) - Protagonistas: Miguel Ángel Solá, Paula Cancio. Autor: Manuel González Gil, en coautoría con Miguel Ángel Solá y Blanca Oteyza.  Producción: González Gil-Uría.
- Los 39 escalones (2015, Paseo La Plaza, Buenos Aires) - Protagonistas: Fabián Gianola, Nicolás Scarpino, Laura Oliva, Diego Ramos. Autor: Patrick Barlow.  Producción: Javier Faroni.
- Un judío común y corriente (2015, Teatro Maipo, Buenos Aires) - Protagonista: Gerardo Romano. Autor: Charles Lewinsky.  Producción: Lino Patalano.
- Milagros del corazón (2015, Teatro Regina) - Protagonistas: Virginia Lago, Héctor Gióvine. Autor: Alexei Arbuzsov.  Producción: Javier Faroni.
- Una atracción fatal (2015, Teatro Roxy, Mar del Plata) - Protagonistas: Raúl Taibo, Mónica Ayos, Marcelo De Bellis. Autor: Neil Simon.  Producción: Lino Patalano.
- Como el culo (2016, Teatro Tabarís) - Protagonistas: Diego Reinhold, Nicolás Scarpino, Florencia Raggi, Daniel Aráoz, Walter Quiroz y elenco. Autor: Henry Lewis.  Producción: Javier Faroni.
- Coach (2016, Teatro de la Comedia) - Protagonistas: Manuel Callau, Pablo Alarcón, Koni Marino. Autor: Toti Glusman.  Producción: Mario Regueiro.
- El otro lado de la cama (2016, Teatro Apolo) - Protagonistas: Nicolás Vázquez, Benjamín Rojas, Gimena Accardi y elenco. Autor: David Serrano.  Producción: Javier Faroni.
- El diluvio que viene (2016, Teatro Ópera, Buenos Aires) - Protagonistas: Juan Durand, Devora Turza, Sabrina Artaza y elenco. Autor: Garinei y Giovannini.  Producción: Chino Carreras.
- Entretelones (2017, Teatro Liceo, Buenos Aires) - Protagonistas: Fabián Gianola, Georgina Barbarossa, Ana Acosta, Darío Lopilato, Sabrina Artaza, Chichilo Viale, Vanesa Butera, Omar Calicchio. Autor: Michael Frayn.  Producción: Alberto Raimondo.
- Mujeres perfectas (2017, Teatro Apolo, Buenos Aires) - Protagonistas: Julia Zenko, Victoria Onetto, Natalia Cociuffo, Candela Vetrano, Lucía Gandolfo. Autor: Manuel González Gil, en coautoría con Alberto Alejandro.  Producción: Zuky Martínez.
- Menopausia show (2017, Teatro Piccadilly, Buenos Aires) - Protagonistas: María Valenzuela, Martha González, Ana Acosta, Silvia Kutica, María Carámbula. Autor: Manuel González Gil, en coautoría con Verónica Lorca y Flor Alkorta.
- Vivitos y Coleando 2 (2017, Teatro Liceo, Buenos Aires) - Protagonistas: Fabián Gianola, Georgina Barbarrosa, Ana Acosta, Darío Lopilato, Chichilo Viale, Omar Calicchio y elenco. Autor: Garinei y Giovannini.  Producción: Alberto Raimondo.
- Variaciones enigmáticas (2017, Teatro SOGEM, México) - Protagonistas: César Évora, Jorge Salinas. Autor: Éric-Emmanuel Schmitt.  Producción: Sergio Gabriel.
- La clase (2022, México) - Protagonistas: Leonardo de Lozanne, Juan Derbés, Alejandro Nones y Miguel Burra - Autor: Daniel Datola.
- Dos locas de remate (2022, México) - Protagonistas: Susana Zabaleta y Gabriela de la Garza - Autor: Ramón Paso.
- 100 metros cuadrados - El inconveniente (2022, México) - Protagonistas: Jacqueline Andere y Ana Karina Guevara - Autor: Juan Carlos Rubio.
- Me duele una mujer (2022, Multiteatro, Buenos Aires) - Protagonistas: Nicolás Cabré, Carlos Portaluppi y Mercedes Funes - Autor: Manuel González Gil.
- Los 39 escalones (2022, Carlos Paz, Córdoba) - Protagonistas: Fabián Vena, Bicho Gómez, Andrea Rincón, Freddy Villareal - Autor: Patrick Barlow.
- Los mosqueteros... del rey (2023, Teatro Astral, Buenos Aires) - Protagonistas: Nicolás Cabré, Nicolás Scarpino, Jorge Suárez y Freddy Villarreal.  Autor: Manuel González Gil.
- Me duele una mujer (2023, Teatro Astral y Gira Nacional) - Protagonistas: Nicolás Cabré, Mercedes Funes, Pepe Monje - Autor: Manuel González Gil.
- Los 39 escalones (2023, Uruguay y Gira Nacional) - Protagonistas: Facundo Arana, Freddy Villareal, Maxi de la Cruz, Guillermina Valdés - Autor: Patrick Barlow.
- La clase (2023, Gira USA) - Protagonistas: Leonardo de Lozanne, Juan Derbés, Mauricio Islas - Autor: Daniel Dátola
- Tijeras salvajes (2023, Multiteatro Comafi y Gira Nacional) - Protagonistas: Diego Reinhold, Andrea Politti, Mario Pasik y elenco - Autor: Paul Portner.

## Actividad docente
- Universidad Popular de Belgrano (1975-1982, Capital Federal) - Profesor de Teatro.
- Jardín de Infantes Cascabel (1978-1981, Capital Federal) - Asesor de Docentes.
- Jardín de Infantes Modelo (1979, Capital Federal) - Asesor de Docentes.
- Colegio Normal Lenguas Vivas (1981-1982, Capital Federal) - Profesor de Teatro.
- Colegio Niño Jesús de Praga (1981-1987, Olivos) - Profesor de Teatro.
- Colegio San Nicolás (1981-1985, Martínez) - Profesor de Teatro.
- Teatro de la Cova (1982-1983, San Isidro) - Profesor de Teatro.
- Jardín de Infantes O.S.E.C.A.C. (1982-1983, Capital Federal) - Asesor de Docentes.
- Jardín de Infantes De los Naranjos (1983-1984, San Isidro) - Asesor de Docentes.
- Jardín de Infantes Brotecitos (1983, Capital Federal) - Asesor de Docentes.
- Asociación Maestras Jardineras (1984, Bahía Blanca) - Asesor de Docentes.
- Teatro Auditorio San Isidro (1985, San Isidro) - Profesor de Teatro.
- Estudio de Juego de Hilda Cañeque (1986-1993, Capital Federal) - Coordinador.
- Escuela de Fotografía de Andy Goldstein (1992-1993, Capital Federal) - Asesoramiento.
- La Casona del Teatro de Beatriz Urtubey (1985-1996, Capital Federal) - Director Escuela de Teatro.
- Escuela de Teatro de Manuel González Gil (1997-2007, Córdoba) - Director.
- Diversos seminarios en España, Uruguay y Argentina (2007-2013).

## Conferencias y seminarios
- Integrante del plantel docente de coordinadores de juego para adultos en el Estudio de Juego de Hilda Cañeque (1990).
- Disertante sobre Teatro Infantil en el IX Congreso Nacional de la UNESCO y en el II Congreso Nacional de Literatura Infanto-Juvenil (Córdoba, 1990).
- Invitado especial y panelista del 1er Encuentro Latinoamericano de Escritores para Niños y Adolescentes (Córdoba, 1992).
- Invitado especial a las Jornadas Porteñas de Educación Artística como Docente Teatral (Buenos Aires, 1997).
- Seminario para actores "Búsqueda del personaje" en el Teatro Santa Fe (Mar del Plata, 2000).
- Seminario para actores "El actor y el texto" en el Teatro Santa Fe (Mar del Plata, 2001).
- Invitado especial en el Festival Internacional de Teatro de Buenos Aires (Buenos Aires, 2004).
- Diversos seminarios en España, Uruguay y Argentina: "El actor y el personaje", "El actor y el texto", "El actor y su escena" (2007-2013).

## Trabajos en publicidad e institucionales
- L´Oréal de París: Show musical de su autoría para la convención de peinadores de la empresa. Lugar: Auditorio de L´Oréal, París (1988).
- Fuddruckers: Show musical de su autoría para la inauguración y presentación de la firma en la Argentina. Lugar: Fuddruckers Avenida Santa Fe, Buenos Aires (1988).
- Sisteco: Dramatización de su autoría para SistExpo 88, realizado por la empresa para la exposición de sus productos. Lugar: Hotel Plaza, Buenos Aires (1988).
- Top Toys: Show musical de su autoría para el lanzamiento al mercado del producto Barbie Rock Star. Lugar: Unicenter Shopping, Buenos Aires (1988).
- Coca Cola FEMSA: Espectáculo motivacional escrito y realizado para la distribuidora FEMSA para el cierre del año 1994. Lugar: Autopista Center, Buenos Aires (1994).
- Coca Cola FEMSA: Espectáculo motivacional escrito y realizado para la distribuidora FEMSA para el cierre del año 1995. Lugar: Costa Madero, Buenos Aires (1995).
- Congregación de los Hermanos Maristas: "Sociedad de Hermanos", obra teatral de su autoría y dirección. Encargada por la comunidad de los Hermanos Maristas de la República Argentina en conmemoración a los doscientos años del nacimiento del santo Padre Marcelino Champagnat. La obra fue representada durante más de tres años por toda Latinoamérica y España por el Grupo Catarsis. Fue traducida al portugués y representada en Brasil. El mundo Marista ya la ha adoptado como un verdadero himno institucional. La obra fue editada en el año 2004 por Ediciones del Eclipse (2004).
- Congregación Salesiana: "Bosco, en nombre de Dios", obra teatral de su autoría y dirección. Encargada por la Inspectoría Salesiana de San Francisco Javier de Bahía Blanca en conmemoración de cien años de la muerte del santo Padre Juan Bosco. La obra fue representada durante más de tres años por toda Latinoamérica y España por el Grupo Catarsis. La obra fue editada en el año 2004 por Ediciones del Eclipse (2004).
- Institución Hermanas Carmelitas: "Descalzos", Obra teatral de su autoría y dirección. Encargada por la Congregación de las Hermanas Carmelitas de Buenos Aires en conmemoración del cuarto centenario de la muerte de San Juan de la Cruz. La obra fue representada solamente en los seminarios de la congregación para un debate interno de la misma. La obra fue editada en el año 2004 por Ediciones del Eclipse (2004).
- Congregación de los Hermanos Maristas: "Corazón sin fronteras": obra teatral de su autoría y dirección. Encargada por la comunidad de los Hermanos Maristas de la República Argentina con el objetivo de rescatar el carisma Marista de cara al nuevo mundo. La obra fue representada por el Grupo Catarsis en la Argentina y en Chile. La obra fue editada en el año 2004 por Ediciones del Eclipse (2004).
- Congregación de las Hermanas Pobres Bonaerenses: "Camila", obra teatral de su autoría y dirección. Encargada por la comunidad de las Hermanas Pobres Bonaerenses de la República Argentina en conmemoración a la beatificación de la madre Camila Rolón. La obra fue representada durante un año por el Grupo Catarsis. La obra fue editada en el año 2004 por Ediciones del Eclipse (2004).
- Museo Larreta: "Yo, Teresa de Jesús", obra teatral de su autoría y dirección. Encargada por la Directora del Museo Larreta de Buenos Aires, Isabel Padilla y de Borbón. La obra fue representada durante más de diez años por el Grupo Catarsis en toda Latinoamérica y España. La obra fue editada en el año 2004 por Ediciones del Eclipse (2004).
- Fiesta Nacional del Mar: Durante tres años consecutivos, escribe y dirige la Fiesta Nacional del Mar de Mar del Plata (2009-2011).

## Premios y reconocimientos
COMO AUTOR Y/O ADAPTADOR
- Premio José María Vilches 1996 – Gotán (Versión) (Mejor Espectáculo Teatral).
- Premio Florencio Sánchez 1995 – Todo de a dos (Mejor Obra Infantil).
- Premio Florencio Sánchez 1995 – Gotán (Versión) (Mejor Espectáculo Musical).
- Argentores 1996 – Cartas que vienen y van (Mejor Programa Radial).
- Premio Estrella de Mar 1999 – Inodoro Pereyra (Mejor Obra de Humor).
- Premio Estrella de Mar 2000 – Porteños (Mejor Comedia).
- Premio Florencio Sánchez 2000 – Un mundo de Cyranos (Mejor Obra Infantil).
- Artea 2000 – El loco de Asís (Mejor Espectáculo Musical).
- Premio Estrella de Mar 2002 – Made in Lanús (Mejor Obra Dramática).
- Feria del Libro 2004 – Un mundo de Cyranos (Mejor Libro Infantil Latinoamericano).
- Premio Estrella de Mar 2004 – Porteñas (Mejor Comedia).
- Premio Estrella de Mar 2005 – El romance del Romeo y la Julieta (Versión) (Mejor Musical).
- Artea 2005 – Un mundo de Cyranos (Mejor Obra).
- Premio Estrella de Mar 2006 – No seré feliz pero tengo marido (Mejor Obra Unipersonal).
- Premio Estrella de Mar 2008 – Mujeres bonitas (Mejor Comedia Musical).
- Premio Carlos 2008 - El show de las divorciadas (Mejor Comedia Musical)
- Premio José María Vilches 2010 - Un mundo de Cyranos (Mejor Espectáculo).
- Premio Estrella de Mar 2011 – Los 39 escalones (Versión) (Mejor Espectáculo).
- Premio Estrella de Mar 2012 – Extraños en un tren (Versión) (Mejor Espectáculo).
- Premio Estrella de Mar 2013 – La dama de negro (Versión) (Mejor Espectáculo).
- Premio Estrella de Mar 2013 – En el aire (Mejor Espectáculo Unipersonal).
- Premio Estrella de Mar 2017 – El otro lado de la cama (Versión) (Mejor Espectáculo Musical).
- Premio Estrella de Mar 2018 – Chorros (Versión) (Mejor Comedia).
- Premio Carlos 2018 – Como el culo (Versión) (Mejor Comedia).
- Premio Estrella de Mar 2022 – Dos locas de remate (Versión) (Mejor Comedia).

COMO DIRECTOR
- Premio Florencio Sánchez 1995 – Todo de a dos (Uruguay).
- Premio Carlos 1995 – Los Mosqueteros (Córdoba).
- Premio Estrella de Mar 1997 – El diario de Adán y Eva (Mar del Plata).
- Auditórium 1997 – El diario de Adán y Eva (Mar del Plata).
- Premio Iris Marga 1997 – Dos damas indignas (Tucumán).
- Premio Estrella de Mar de Oro 1997 a Labor Teatral
- Premio Lola Mora 1998 – Dos damas indignas (Tucumán).
- Artea 1998 – Dos damas indignas (Tucumán).
- Premio Estrella de Mar 2000 – Porteños (Mar del Plata).
- Premio Florencio Sánchez 2000 - Un mundo de Cyranos (Uruguay).
- Artea 2000 – El loco de Asís (Tucumán).
- Premio Lola Mora 2000 – El loco de Asís (Tucumán).
- Premio Estrella de Mar 2002 – Made in Lanús (Mar del Plata).
- Premio Lola Mora 2002 – Made in Lanús (Tucumán).
- Artea 2005 – Un mundo de Cyranos (Tucumán).
- Premio Carlos 2008 – Filomena Marturano (Córdoba).
- Premio Carlos 2008 – El show de las divorciadas (Córdoba).
- Premio Estrella de Mar 2009 – Por el placer de volver a verla (Mar del Plata).
- Premio Estrella de Mar 2011 – El diluvio y 39 escalones (Mar del Plata).
- Premio Luminarias 2018 - La naranja mecánica (México)
- Premio Carlos 2018 – Como el culo (Córdoba).
- Premio Estrella de Mar 2022 – Dos locas de remate (Mar del Plata).
- Premio Carlos 2022 – Los 39 escalones (Córdoba)
- Premio Hugo a la trayectoria 2021: Manuel González Gil[3]